# Dendrophthora microsoma
Dendrophthora microsoma är en sandelträdsväxtart som beskrevs av Carlos Toledo Rizzini. Dendrophthora microsoma ingår i släktet Dendrophthora och familjen sandelträdsväxter. Inga underarter finns listade i Catalogue of Life.